# Chicago Marathon 2000
De Chicago Marathon 2000 vond plaats op 22 oktober 2000 in Chicago. In deze wedstrijd finishten in totaal 27.870  marathonlopers, waarvan 16.802 mannen en 11.068 vrouwen. 
Bij de mannen won de Amerikaan Khalid Khannouchi in een tijd van 2:07.01. Bij de vrouwen won de Keniaanse Catherine Ndereba in een tijd van 2:21.33

## Uitslagen

### Mannen
| rang   | naam              | land | tijd    |
| ------ | ----------------- | ---- | ------- |
| Goud   | Khalid Khannouchi | USA  | 2:07.01 |
| Zilver | Josephat Kiprono  | KEN  | 2:07.29 |
| Brons  | Moses Tanui       | KEN  | 2:07.47 |
| 4      | Peter Githuka     | KEN  | 2:08.02 |
| 5      | Fred Kiprop       | KEN  | 2:08.23 |
| 6      | William Kiplagat  | KEN  | 2:11.57 |
| 7      | David Morris      | USA  | 2:12.00 |
| 8      | Eric Mack         | USA  | 2:12.42 |
| 9      | Yi Young Kim      | KOR  | 2:13.02 |
| 10     | Josh Cox          | USA  | 2:13.55 |

### Vrouwen
| rang   | naam                | land | tijd    |
| ------ | ------------------- | ---- | ------- |
| Goud   | Catherine Ndereba   | KEN  | 2:21.33 |
| Zilver | Lornah Kiplagat     | KEN  | 2:22.36 |
| Brons  | Irina Timofejeva    | RUS  | 2:29.13 |
| 4      | Elana Meyer         | RSA  | 2:31.59 |
| 5      | Kayoko Obata        | USA  | 2:31.59 |
| 6      | Libbie Hickman      | USA  | 2:32.09 |
| 7      | Christine Junkerman | USA  | 2:32.45 |
| 8      | Kristy Johnston     | USA  | 2:33.20 |
| 9      | Marie Soderstrom    | SWE  | 2:34.58 |
| 10     | Ann Schaefers-Coles | USA  | 2:37.48 |

1977 ·
1978 ·
1979 ·
1980 ·
1981 ·
1982 ·
1983 ·
1984 ·
1985 ·
1986 ·
1987 ·
1988 ·
1989 ·
1990 ·
1991 ·
1992 ·
1993 ·
1994 ·
1995 ·
1996 ·
1997 ·
1998 ·
1999 ·
2000 ·
2001 ·
2002 ·
2003 ·
2004 ·
2005 ·
2006 ·
2007 ·
2008 ·
2009 ·
2010 ·
2011 ·
2012 ·
2013 · 
2014 · 
2015 · 
2016 · 
2017 · 
2018 · 
2019 · 
2021 · 
2022 · 
2023